# 索韦里亚曼内利
索韦里亚曼内利（義大利語：Soveria Mannelli），是意大利卡坦扎罗省的一个市镇。总面积20平方公里，人口3222人，人口密度161.1人/平方公里（2009年）。ISTAT代码为079138。